# Списък на политическите партии в Нидерландия
Нидерландия има многопартийна система.

## Парламентарно представени партии
| Партия/коалиция                        | Места във Втората камара (2012) | Идеология                 |
| -------------------------------------- | ------------------------------- | ------------------------- |
| Народна партия за свобода и демокрация | 41                              | Консервативен либерализъм |
| Партия на труда                        | 38                              | Социалдемокрация          |
| Партия на свободата                    | 15                              | Консервативен либерализъм |
| Социалистическа партия                 | 15                              | Демократичен социализъм   |
| Християндемократически апел            | 13                              | Християндемокрация        |
| Демократи 66                           | 12                              | Социален либерализъм      |
| Християнски съюз                       | 5                               | Християндемокрация        |
| Зелена левица                          | 4                               | Зелена политика           |
| Политическа реформистка партия         | 3                               | Консерватизъм             |
| Партия на животните                    | 2                               | Зелена политика           |
| 50 плюс                                | 2                               |                           |